# 切斯特縣區 (伊利諾伊州蘭道夫縣)
切斯特縣區（英語：Precincts (United States)）是位於美國伊利諾伊州蘭道夫縣的一個縣區。

## 地方資料
根據2010年美國人口普查的數據，切斯特縣區的面積為99.96平方千米，當中陸地面積為93.93平方千米，而水域面積為6.03平方千米。當地共有人口9314人，而人口密度為每平方千米93.18人。